# Adriane Galisteu
Adriane Galisteu (São Paulo, 18 de abril de 1973) é uma apresentadora, atriz, empresária e ex-modelo brasileira. Tornou-se conhecida pela variedade de programas que apresentou em diferentes emissoras, como Band, MTV e SBT. Atualmente, apresenta o reality show A Fazenda na Record.

## Biografia
Nascida na cidade de São Paulo, filha de Alberto Galisteu (1935-1989), comerciante e dono de gráfica, de origem espanhola, e Emma Kelemen, dona de casa, filha de húngaros, Galisteu viveu até os 18 anos na Lapa, bairro da zona oeste paulistana.
Galisteu teve uma infância difícil, pois seu pai era alcoólatra e tal vício debilitou muito a sua saúde, culminando em um infarto fatal em 1989. Na época, ela tinha apenas dezesseis anos de idade e precisou começar a trabalhar como vendedora para ajudar sua mãe no sustento do lar. Ela também ajudava seu único irmão, que era mais velho, Alberto Galisteu Filho, que estava hospitalizado, entre idas e vindas do hospital. Alberto, que era homossexual e usuário de drogas, faleceu em 1996, em decorrência de doenças oportunistas, pois era portador do vírus HIV. Este fato abalou a vida familiar. Em entrevistas Adriane revelou que a perda do irmão a tornou muito mais humana e consciente, passando a dar ao dinheiro o seu devido valor, pois na época do falecimento do irmão estava ficando famosa, e nem mesmo seu dinheiro pôde ajudá-lo.

## Carreira

### 1984–1994: Carreira de cantora e modelo
Em 1984, aos 11 anos, estreou como cantora no grupo infantil Chispitas, formado para gravar a trilha sonora brasileira da telenovela Chispita e que durou poucos meses. Em 1987 se tornou membro da girl band Meia Soquete, no qual permaneceu até 1989 e que lançou dois álbuns. Em 1989, aos dezesseis anos, estreou como modelo ao assinar com a Ford Models e, em 1993,  participou do videoclipe da banda de El Simbolo, na canção "No te preocupes más".

### 1995–2008: Carreira como apresentadora
Em 1995, lançou o livro Caminho das Borboletas, onde narra o período de seu relacionamento com Ayrton Senna. No mesmo ano estreou como apresentadora n na CNT no programa Ponto G, que abordava temáticas do universo feminino. Em 1996 aceitou o convite da Rede Manchete para integrar a telenovela Xica da Silva, porém na sequência revelou que não gostou da experiência e pretendia não fazer mais novelas. Estreou no teatro em 1999, com a peça Deus lhe Pague, sob a direção de Bibi Ferreira. Entre 1998 e 1999 comandou o game show Quiz MTV, na MTV Brasil. Já em 1999 se tornou a primeira apresentadora do Superpop, primeiro programa de auditório da então recém-inaugurada RedeTV!, que na época era focada em entrevistas com artistas e apresentações musicais, inspirada pelos moldes da MTV.
Entre 2000 e 2003, ganhou destaque ao apresentar o É Show, na Record, que na época se tornou o principal programa de auditório da emissora, que chegava a liderar no horário, e também o projeto mais bem sucedido de Adriane. Em 2004, devido a repercussão na Record, recebeu uma proposta do SBT por um salário três vezes maior e aceitou, estreando em 25 de outubro no Charme nas tardes da emissora. O programa foi marcado por diversas interferências de Sílvio Santos, entre elas a inclusão de jogos por telefone que davam prêmios – como adivinhar quantos feijões haviam no pote ou quais os números que abriam o cofre – o que aos poucos foram se afastando da proposta de Adriane, que era manter a linha de seus programas anteriores de mesclar entrevistas e musicais. Até o encerramento do contrato em 2008, Sílvio chegou a mudar o Charme de horário 18 vezes em busca de maior audiência, incluindo ser exibido às 2h da madrugada, o qual Adriane chegou a apresentar de pijama como protesto.
Nesta época aproveitou para realizar trabalhos como atriz fora da televisão, estrelando as peças de teatro Nunca se Sábado, O Rim e Às Favas com os Escrúpulos e os filmes Coisa de Mulher e Se Eu Fosse Você 2.

### 2009–18: Ida para a Band e TV Globo
No final de 2008, assinou com a Band e retornou para as noites com o Toda Sexta, que ficou no ar até 2010. Em 2011 comandou o talent show de moda Projeto Fashion e, em 2012, o vespertino Muito+, seu último programa antes do final do contrato. Em 2013 apresentou a docu-série Paixões Perigosas, no Discovery Channel, e três edições do especial Domingo da Gente. Em 2014 a Band exibiu o reality show Quem Quer Casar com Meu Filho?, o qual Adriane havia gravado em 2012 e estava engavetado desde então. Em 2015 apresentou o programa de culinária Papo de Cozinha, no Discovery Home & Health, ao lado do marido Alexandre Iódice. Em 2016 apresentou na Fox Sports o Boa Noite Fox, especial durante o período de Olimpíadas sobre mulheres na competição, e o Fox Emotion, focado em histórias de superação de esportistas.
Ainda em 2016 assumiu o talk show Face a Face, na BandNews TV, quando João Dória Junior deixou o programa para focar na política. No mesmo ano ainda estreou seu próprio programa no YouTube.
Em 2017, participou do Dança dos Famosos, quadro do Domingão do Faustão, na TV Globo. Em 2018 integrou a telenovela O Tempo Não Para, como a estilista golpista Zelda Larocque, sua primeira atuação na televisão em 22 anos.

### 2020–presente: Retorno à Record
Após ser convidada pela Record, Galisteu faz seu grande retorno na televisão. No ano de 2020, após a morte de Gugu Liberato, anunciada como a nova apresentadora do Power Couple Brasil, porém a quinta temporada foi cancelada neste ano devido a pandemia de COVID-19 no Brasil e transferida para 2021. Em 25 de junho de 2021, devido ao seu sucesso no reality show brasileiro Power Couple, Adriane foi anunciada como a nova apresentadora do reality show A Fazenda, após a demissão de Marcos Mion, assumindo o comando da décima terceira temporada.

## Vida pessoal

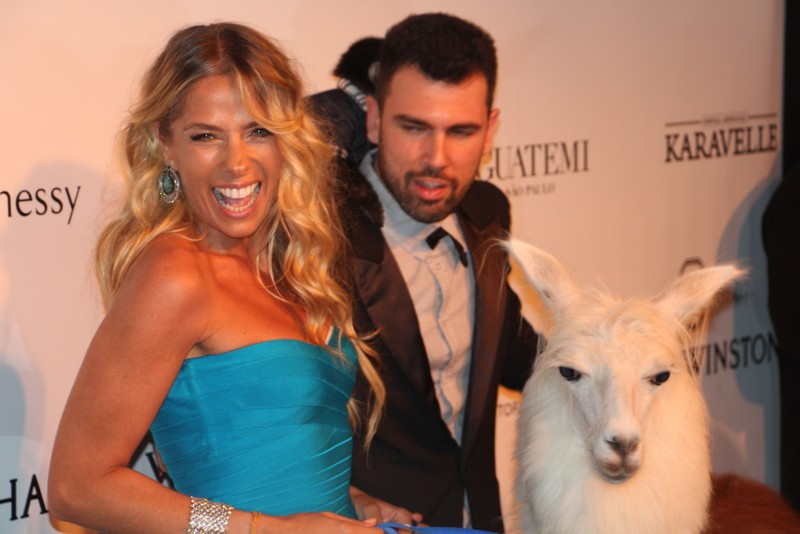
Adriane em evento no Iguatemi São Paulo, em 2015.

Em 28 de março de 1993, Adriane conheceu o piloto de Fórmula 1 Ayrton Senna no GP do Brasil, quem começou a namorar logo depois, ficando juntos até o falecimento dele em 1 de maio de 1994 em um trágico acidente durante uma corrida. Em 1998, começou a namorar o empresário de Roberto Justus, casando-se após seis meses juntos. Em 1999, porém, o casal divorciou-se. Em 2003, Adriane namorou o ator mexicano Jaime Camil, considerado o maior galã da televisão do México na época. Em 2004, namorou o ator Dado Dolabella.
Em 2009, começou a namorar o empresário Alexandre Iódice, anunciando estar grávida em dezembro daquele ano. O filho do casal, Vittório Galisteu Iódice, nasceu em 4 de agosto de 2010, de cesariana, em São Paulo. Adriane e Alexandre se casaram em 27 de novembro de 2010, em um sítio em Itatiba, no interior de São Paulo, sendo que a apresentadora entrou na cerimônia com o filho no colo, ao invés de um buquê.
Galisteu é torcedora do Palmeiras.

## Na cultura popular
- Em 2024, Galisteu foi interpretada pela atriz Julia Foti na minissérie Senna da Netflix.[47]

## Filmografia

### Televisão
| Ano           | Título                         | Cargo / Personagem   | Notas                         | Emissora              |
| ------------- | ------------------------------ | -------------------- | ----------------------------- | --------------------- |
| 1995          | Ponto G                        | Apresentadora        |                               | CNT                   |
| 1996          | Antônio Alves, Taxista         | Ela mesma            | Episódio: "6 de maio"         | SBT                   |
| 1996          | Xica da Silva                  | Clara Caldeira Brant |                               | Rede Manchete         |
| 1997          | Sai de Baixo                   | Clone do Caco        | Episódio: "Se Clonar, Clonou" | TV Globo              |
| 1998          | Fascinação                     | Nívea                | Episódio: "26 de maio"        | SBT                   |
| 1998–99       | Quiz MTV                       | Apresentadora        |                               | MTV Brasil            |
| 1999          | Ô... Coitado!                  | Olga                 | Episódio: "A Folga de Filó"   | SBT                   |
| 1999–00       | Superpop                       | Apresentadora        |                               | RedeTV!               |
| 2000–03       | É Show                         | Apresentadora        |                               | Record                |
| 2003          | Record 50 Anos                 | Apresentadora        | Especial de fim de ano        | Record                |
| 2004–08       | Charme                         | Apresentadora        |                               | SBT                   |
| 2005          | Fora do Ar                     | Apresentadora        |                               | SBT                   |
| 2009–10       | Toda Sexta                     | Apresentadora        |                               | Rede Bandeirantes     |
| 2011          | Projeto Fashion                | Apresentadora        |                               | Rede Bandeirantes     |
| 2012          | Muito+                         | Apresentadora        |                               | Rede Bandeirantes     |
| 2013          | Paixões Perigosas              | Apresentadora        |                               | Discovery Channel     |
| 2013–14       | Domingo da Gente               | Apresentadora        | Especial de fim de ano        | Record                |
| 2014          | Quem Quer Casar com Meu Filho? | Apresentadora        |                               | Rede Bandeirantes     |
| 2014          | Dormindo com Meu Estilista     | Apresentadora        |                               | Discovery Home&Health |
| 2015          | Papo de Cozinha                | Apresentadora        |                               | Discovery Home&Health |
| 2016          | Boa Noite Fox                  | Apresentadora        |                               | Fox Sports Brasil     |
| 2016          | Fox Emotion                    | Apresentadora        |                               | Fox Sports Brasil     |
| 2016–17       | Face a Face                    | Apresentadora        |                               | BandNews TV           |
| 2017          | Dança dos Famosos              | Participante         | Temporada 14                  | TV Globo              |
| 2018          | O Tempo Não Para               | Zelda Larocque       |                               | TV Globo              |
| 2018          | Dra. Darci                     | Adalgisa             | Episódio: "Greve de Mãe"      | Multishow             |
| 2020-21       | Tu Consegues                   | Jurada               |                               | SIC                   |
| 2021–2022     | Power Couple Brasil            | Apresentadora        | Temporadas 5-6                | Record                |
| 2021–presente | A Fazenda                      | Apresentadora        | Desde a Temporada 13          | Record                |
| 2024–presente | Barras Invisíveis              | Apresentadora        |                               | Universal+            |

### Cinema
| Ano  | Título             | Personagem | Notas        |
| ---- | ------------------ | ---------- | ------------ |
| 2005 | Coisa de Mulher    | Mayara     |              |
| 2009 | Se Eu Fosse Você 2 | Marina     |              |
| 2010 | Senna              | Ela mesma  | Documentário |

### Internet
| Ano           | Título                 | Papel         |
| ------------- | ---------------------- | ------------- |
| 2016–presente | Canal Adriane Galisteu | Apresentadora |
| 2020          | Table Top              | Apresentadora |

## Teatro
| Ano     | Título                         | Personagem      |
| ------- | ------------------------------ | --------------- |
| 1999    | Deus lhe Pague                 | Nancy           |
| 2001    | Dia das Mães                   | Leslie          |
| 2006    | Nunca se Sábado                | Ísis            |
| 2006    | O Rim                          | Rosário         |
| 2007    | Às Favas com os Escrúpulos     | Brenda          |
| 2009–11 | Um Casal Aberto, Ma Non Troppo | Antônia         |
| 2012    | Uma Mulher do Outro Mundo      | Elvira          |
| 2013    | Três Dias de Chuva             | Anna            |
| 2015    | Mulheres Alteradas             | Selma           |
| 2016–17 | Troilo e Créssida              | Helena de Tróia |
| 2017    | A Bela Adormecida              | Malévola        |

## Rádio
| Ano     | Título         | Cargo         | Notas       |
| ------- | -------------- | ------------- | ----------- |
| 1996–99 | Torpedo Pan    | Apresentadora | Jovem Pan   |
| 2017–19 | Papo de Almoço | Apresentadora | Rádio Globo |

## Discografia
Com o Chispitas
- Chispitas[68] (1984)

Com o Meia Soquete

## Prêmios e indicações
| Ano  | Prêmio                    | Categoria                               | Trabalho                  | Resultado |
| ---- | ------------------------- | --------------------------------------- | ------------------------- | --------- |
| 2001 | Troféu Imprensa           | Melhor Apresentadora ou Animadora de TV | É Show                    | Venceu    |
| 2002 | Troféu Imprensa           | Melhor Apresentadora ou Animadora de TV | É Show                    | Indicado  |
| 2003 | Troféu Imprensa           | Melhor Apresentadora ou Animadora de TV | É Show                    | Indicado  |
| 2005 | Troféu Imprensa           | Melhor Apresentadora ou Animadora de TV | Charme                    | Indicado  |
| 2007 | Troféu Imprensa           | Melhor Apresentadora ou Animadora de TV | Charme                    | Indicado  |
| 2021 | Prêmio Jovem Brasileiro   | Melhor Apresentador (a)                 | Power Couple              | Pendente  |
| 2021 | Prêmio F5                 | Melhor Apresentador de entretenimento   | A Fazenda 13              | Pendente  |
| 2021 | Melhores do Ano NaTelinha | Melhor Apresentadora                    | A Fazenda 13              | Pendente  |
| 2021 | Melhores do Ano NaTelinha | Personalidade do Ano                    | A Fazenda 13              | Pendente  |
| 2021 | Prêmio Notícias da TV     | Melhor Apresentador(a)                  | A Fazenda 13              | Pendente  |
| 2021 | Prêmio Glow               | Melhor Apresentador(a) de TV            | A Fazenda 13              | Pendente  |
| 2021 | Splash Awards             | Melhor apresentação de reality show     | A Fazenda 13 Power Couple | Pendente  |